# Austroperlidae
Austroperlidae (лат.) — семейство насекомых из отряда веснянок.

## Описание
Веснянки с сильно склеротизированными покровами тела. Окраска тела тёмная с апосематическими узорами. Простые глазки имеются. Крылья затемнённые, по переднему краю белые, желтые, красные, красно-коричневые или пятнистые их размах от 20 до 50 мм. Костальное поле с многочисленными поперечными жилками. Вторая анальная жилка на задних крыльях раздвоена. На вершине голеней имеются две шпоры. Два первых членика лапок с перепончатой срединной полосой.

## Экология
Личинки австралийских и новозеландских видов питаются питаются преимущественно мертвой и разлагающейся древесиной. В переваривании вероятно участвуют симбиотические простейшие. Южноамериканские виды, например Klapopteryx kuscheli, питаются разлагающимися листьями нотофагуса.
В тканях личинок и имаго у новозеландского вида Austroperla cyrene был обнаружена сенильная кислота, ядовитая для позвоночных. Они почти не подвергаются нападению хищников. Из 423 веснянок в кишечнике кумжи были обнаружены только две личинки этого вида. Избегание нападения хищников связанных с несъедобностью и предостерегающей окраской позже были обнаружены у некоторых других видов.

## Систематика
В мировой фауне 15 видов из 9-10 родов.
- Acruroperla Illies, 1969
- Andesobius McLellan, 2001
- Austroheptura Illies, 1969
- Austropentura Illies, 1969
- Austroperla Needham, 1905
- Crypturoperla Illies, 1969
- Klapopteryx Navás, 1928
- Penturoperla Illies, 1960
- Pseudoheptura Riek, 1973
- Tasmanoperla Tillyard, 1921

## Распространение
Встречаются в Австралии, Новой Зеландии и Южной Америке (Аргентина и Чили).